# Ван Лоо (династія)
Ван Лоо — династія зеландських, голландських і французьких художників, що працювали в XVII—XIX ст. в різноманітних жанрах.

## Історія
Предки належали до зеландських бюргерів й нотаріусів з Сльойсу. Перша згадка про художників з роду ван Лоо відноситься до початку XVII ст. Заклав підвалини слави роду Якоб ван Лоо (1614—1670). Саме він першим внаслідок особистих обставин перебирається до Франції. Його справу тут продовжили сини Луї-Абрахам ван Лоо і Жан ван Лоо, онуки Жан-Батист ван Лоо і Шарль-Андре ван Лоо.
Наступними представниками роду були сини Жана-Батиста ван Лоо — Луї-Мішель ван Лоо, Франсуа ван Лоо, Шарль-Амадей-Філіпп ван Лоо, — і Шарля-Андре ван Лоо — Жуль-Сезар-Дені ван Лоо, який став останнім відомим художником.